# 原大智 (足球運動員)
原大智（1999年5月5日—），日本足球運動員，現時效力日職球隊京都不死鳥，司職前鋒。

## 俱樂部生涯

### FC東京
FC东京青年队出身的原大智2018年在一队实现首秀，2019年随U23参加日丙联赛，出场30次踢进19球，成为当季射手王。上赛季随一队征战日职，出场26次，踢进3球。
原大智在2016年第40回日本俱乐部青年足球选手权(U-18)大会中帮助FC東京U-18获得冠军，第41回日本俱乐部青年足球选手权(U-18)关东大会中帮助FC東京U-18获得冠军并且荣获个人射手王，2019日丙联赛射手王，2020日本联赛杯中帮助FC東京获得了冠军。

### 伊斯特拉
FC东京7日发布，前锋原大智已经内定转会克罗地亚甲级联赛伊斯特拉。
克罗地亚杯1/8决赛，希贝尼克0-2伊斯特拉，从东京加盟伊斯特拉的高中锋原大智迎来球队处子秀（首发），打进处子球并贡献一个助攻。
克罗地亚足球联赛第24轮，伊斯特拉3-2希贝尼克，球队时隔8轮收获3分，原大智打进联赛处子球。
克罗地亚杯1/4决赛，伊斯特拉3-0奥里奥利克，原大智梅开二度+造乌龙，球队进入4强。

### 阿拉維斯
西甲球队阿拉维斯官方，克罗地亚足球联赛伊斯特拉的日本高中锋原大智加盟，签约至2023年。

### 聖圖爾登 (外借)
2021年8月24日，比甲联赛圣图尔登官方宣布，效力西甲阿拉维斯的日本前锋原大智加盟球队。

### 聖圖爾登 (二次外借)
圣图尔登官方宣布，前锋原大智从阿拉维斯租借加盟球队，租期至本赛季结束。

## 國家隊生涯
在千叶县备战U19亚洲杯的日本U19国家队今天和千叶县流通经济大学足球队进行了一场4节，每节30分钟的热身赛，最终日本U19以3-2取胜，FC东京前锋原大智梅开二度。
清水心跳球员滝裕太因伤退出U20世界杯日本代表阵容，FC东京球员原大智追加招集进入名单 。

## 外部連結
- 日本職業足球聯賽中的原大智 （日語）
- Profile at FC Tokyo （页面存档备份，存于）